# Puente colgante de Clifton
El puente colgante de Clifton (nombre original en inglés: Clifton Suspension Bridge) es una estructura que se extiende sobre la garganta del río Avon, uniendo Clifton en Brístol con Leigh Woods en North Somerset. Desde su apertura en 1864, ha sido un puente de peaje, cuyos ingresos proporcionan fondos para su mantenimiento. El puente está construido según un diseño de William Henry Barlow y de John Hawkshaw, basado en un diseño anterior de Isambard Kingdom Brunel. Es un monumento catalogado de Grado I, y forma parte de la carretera B3129.
La idea de construir un puente a través de la garganta del río Avon se originó en 1753. Los planes originales consistían en construir un puente de piedra, pero con posterioridad se empezó a pensar en una estructura de hierro forjado. En 1831, las revueltas de Brístol detuvieron un intento de construir el diseño de Brunel, y la versión revisada de sus diseños se construyó después de su muerte, completándose el puente en 1864. Aunque son de tamaño similar, las torres del puente no son idénticas en diseño: la torre del lado de Clifton se apoya sobre dos taludes laterales de la roca de la garganta, mientras que la torre de Leigh tiene unos arcos más apuntados construidos sobre un pilar de 110 pies (33,5 m) de altura revestido de arenisca roja. Las "sillas de montar" montadas sobre rodillos en la parte superior de cada torre permiten el movimiento de las tres cadenas de hierro forjado independientes en cada lado cuando circulan cargas por el puente. El tablero está suspendido por 162 barras verticales de hierro forjado (81 parejas).
La Compañía del Puente de Clifton inicialmente administró el puente bajo licencia de un fideicomiso benéfico. Posteriormente, el fideicomiso completó en 1949 la compra de las acciones de la empresa y se hizo cargo de la explotación del puente utilizando los ingresos de los peajes para pagar su mantenimiento. El puente es un hito distintivo, utilizado como símbolo de Brístol en postales, materiales promocionales y sitios web informativos. Se ha utilizado como telón de fondo para varias películas, reclamos publicitarios y programas de televisión. También ha sido sede de importantes eventos culturales, como el primer salto de puenting moderno en 1979, el último vuelo del avión supersónico de pasajeros Concorde en 2003 y la entrega de la antorcha olímpica en 2012.

## Historia

### Primeros planes para construir un puente sobre el río Avon

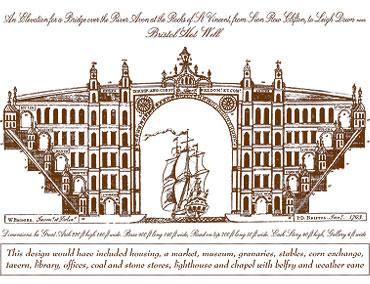
Diseño del puente de William Bridges

Se desconoce cuándo se construyó el primer puente sobre el Avon en Brístol, pero el primer puente de piedra en la localidad, conocido como el puente de Brístol, se construyó en el siglo XIII, y disponía de casas con comercios para pagar su mantenimiento. Una ilustración del siglo XVII muestra que estas casas puente tenían cinco pisos de altura, incluido el ático, y que sobresalían sobre el río de la misma manera que las casas estilo Tudor sobresalían por encima de las calles circundantes. En la década de 1760, el parlamentario de Brístol Sir Jarrit Smyth aprobó un proyecto de ley para reemplazar el puente. A principios del siglo XVIII, el aumento del tráfico y la invasión de tiendas que ocupaban la calzada hicieron que el puente fuera fatalmente peligroso para muchos peatones. En 1769 y 1776 se construyó un nuevo puente, diseñado por James Bridges y terminado por Thomas Paty. El resentimiento por los peajes exigidos para cruzar el nuevo puente ocasionó la revuelta de Brístol de 1793. Se consideraron otros cruces, pero estaban restringidos por las reglas del Almirantazgo, que estipulaban que cualquier puente tenía que estar al menos 100 pies (30,5 m) sobre el agua para permitir el paso de buques de guerra de mástiles altos a la ensenada de Brístol. Para lograrlo, cualquier paso construido entre el puente de Brístol y la garganta del Avon con el fin de conectar Hotwells y Ashton Gate, requeriría realizar largos viaductos y masivos terraplenes. La alternativa era construir en el punto más angosto de la garganta del Avon, muy por encima de la altura exigida para el paso de buques de vela. 
En 1753, el comerciante de Brístol, William Vick, había dejado un legado en su testamento de 1000 libras esterlinas (equivalentes a unas 160 000 £ en 2021), con instrucciones de que cuando el interés acumulado de esta cantidad hubiera alcanzado las 10 000 libras (unas £1 620 000), debería usarse para el propósito de construir un puente de piedra entre Clifton Down (que perteneció a Gloucestershire, en las afueras de la ciudad de Brístol, hasta la década de 1830) y Leigh Woods en Somerset. Aunque hubo poco desarrollo en la zona antes de finales del siglo XVIII, a medida que Brístol se hizo más próspera, la zona de Clifton se puso de moda y comenzó a recibir cada vez más comerciantes adinerados. En 1793, William Bridges publicó los planos de un puente que consistía en un arco de piedra en cuyos pilares se alojarían fábricas, que pagarían el mantenimiento del puente. La revolución francesa estalló poco después de que se publicó el diseño, lo que afectó a la actividad comercial y financiera, por lo que los planes se archivaron. En 1811, Sarah Guppy patentó un diseño para un puente colgante a través del desfiladero, pero nunca se construyó y no se presentó al concurso posterior.

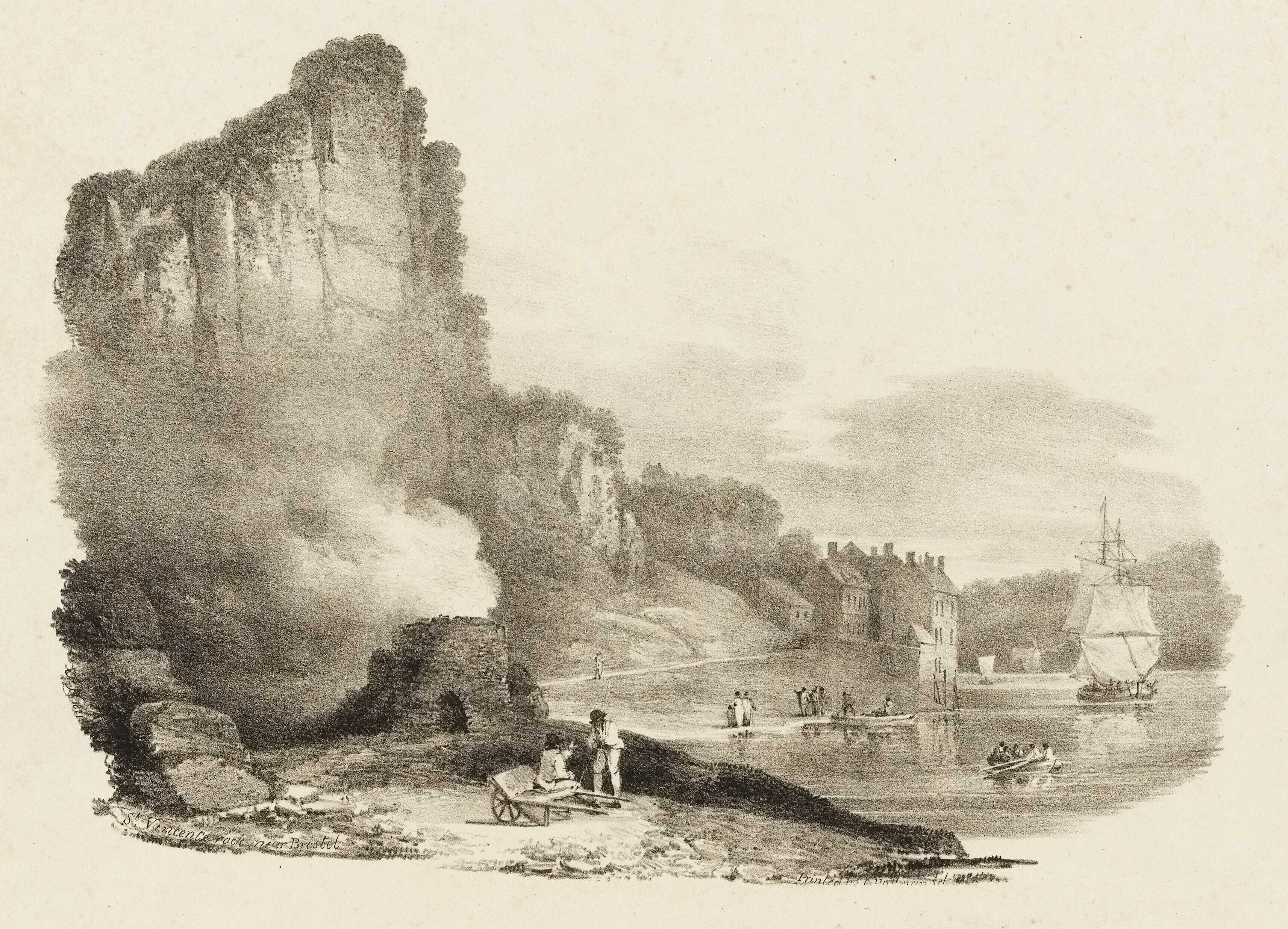
St Vincent Rock antes de que se iniciaran las obras del puente

Para 1829, el legado de Vick había alcanzado las 8000 libras esterlinas, pero se estimó que un puente de piedra costaría diez veces más. Se realizó un concurso para encontrar un diseño del puente con un premio de 100 guineas. Se recibieron propuestas de 22 diseñadores, incluidos Samuel Brown, James Meadows Rendel, William Tierney Clark y William Hazledine. Varios diseños eran puentes de piedra y tenían costos estimados de entre 30 000 y 93 000 libras esterlinas. Brunel presentó cuatro propuestas. El jurado rechazó 17 de los 22 proyectos presentados, tanto por motivos de aspecto como de coste, y a continuación llamaron al ingeniero civil escocés Thomas Telford para hacer una selección final de los cinco proyectos restantes. Telford rechazó todos los diseños restantes, argumentando que 577 pies (175,9 m) era la longitud máxima posible. Luego se le pidió a Telford que presentara una solución, lo cual hizo, proponiendo un puente colgante de 110 pies (33,5 m), apoyado en unas altas torres de estilo neogótico, con un costo de 52 000 libras.
El Comité de Puentes que se había creado para examinar los diseños patrocinó la tramitación del proyecto de ley para autorizar la construcción del puente de Clifton, que se convirtió en un Acta del Parlamento cuando la propuesta recibió el consentimiento real el 29 de mayo de 1830. En el acta se nombraron tres fideicomisarios para llevar a cabo los propósitos de la Ley, con poderes para nombrar un número total de personas que no excediera de treinta y cinco y no fuera de menos de veinte. Los tres Fideicomisarios nombrados en la Ley fueron el Maestro de la Sociedad de Mercaderes Promotores, el Sheriff Superior de la Ciudad y el Condado de Brístol, y el influyente comerciante Thomas Daniel. La Ley permitía que se construyera un puente colgante de hierro forjado en lugar de piedra, y que se cobraran peajes para recuperar su coste.
Los tres Fideicomisarios designados en el Acta se reunieron el 17 de junio de 1830 y nombraron más fideicomisarios, elevando el total a 23. Hubo adiciones a este número en las semanas siguientes, por lo que a principios de julio de 1830 había 31 en total, aunque no todos habían jurado formalmente sus cargos en aquella fecha. Entre los responsables designados figuraban Thomas Durbin Brice, Maestro de la Sociedad de Mercaderes, George Daubeny, John Cave, John Scandrett Harford, George Hilhouse, Henry Bush y Richard Guppy.
La primera reunión con los Fideicomisarios al completo se celebró el 22 de junio de 1830 en el Salón de los Mercaderes de Brístol. El concejal Thomas Daniel presidía la sesión, con 86 personas que habían comprometido 17 350 libras, un promedio de poco más de 200 libras por cabeza.
Estos fondos recaudados durante los primeros meses de 1830 no fueron suficientes para la construcción del puente. A pesar de ello, Brunel proyectó una nueva propuesta que costaba 10 000 libras menos que el diseño de Telford, y obtuvo el apoyo de la prensa local. James Meadows Rendel, William Armstrong y William Hill también presentaron propuestas nuevas y más económicas, quejándose de que el comité no había establecido un presupuesto. En 1831 se llevó a cabo un segundo concurso, con nuevos jueces, incluidos Davies Gilbert y John Seaward, que examinaron las cualidades de ingeniería de las propuestas. Se presentaron trece diseños, siendo el de Telford el único en el que las cadenas de suspensión alcanzaron el peso por pulgada cuadrada requerido por los jueces, pero fue rechazado por ser demasiado caro. Se declaró que el ganador era un diseño de Smith y Hawkes de la Fundición Eagle de Birmingham. Brunel tuvo una reunión personal con Gilbert y lo convenció de cambiar la decisión, de manera que el comité declaró ganador a Brunel y se le adjudicó un contrato como ingeniero del proyecto. El diseño ganador era un puente colgante con unas torres cuyo diseño estaba influido por la entonces muy de moda arquitectura del Antiguo Egipto. En 2010, cartas y documentos descubiertos entonces revelaron que, al proyectar su diseño, Brunel no había seguido el consejo de su padre, Sir Marc Isambard Brunel, quien se había ofrecido a ayudarlo. El anciano Brunel había recomendado incluir un soporte central para el puente, ya que no creía que se pudiera construir un puente de un solo tramo de tal longitud. Su hijo optó por ignorar su consejo.

### Construcción
El lunes 20 de junio de 1831 se llevó a cabo una ceremonia para marcar el inicio de los trabajos de construcción, que comenzarían con la voladura de la roca de St. Vincent, en el lado de Clifton del desfiladero. Cuatro meses después, la revuelta de Brístol supuso que se detuvieran las obras, lo que tuvo lugar después de que la Cámara de los Lores rechazara la segunda Ley de Reforma, que tenía como objetivo eliminar algunos de burgos podridos y otorgar escaños parlamentarios a las ciudades industriales de rápido crecimiento de Gran Bretaña, como Bristol. Entre 500 y 600 jóvenes participaron en los disturbios, y Brunel prestó testimonio como agente especial bajo juramento. Los disturbios dañaron gravemente la confianza comercial en Brístol, lo que supuso que cesaran las suscripciones a la compañía del puente y, junto con ellas, la propia construcción del puente.

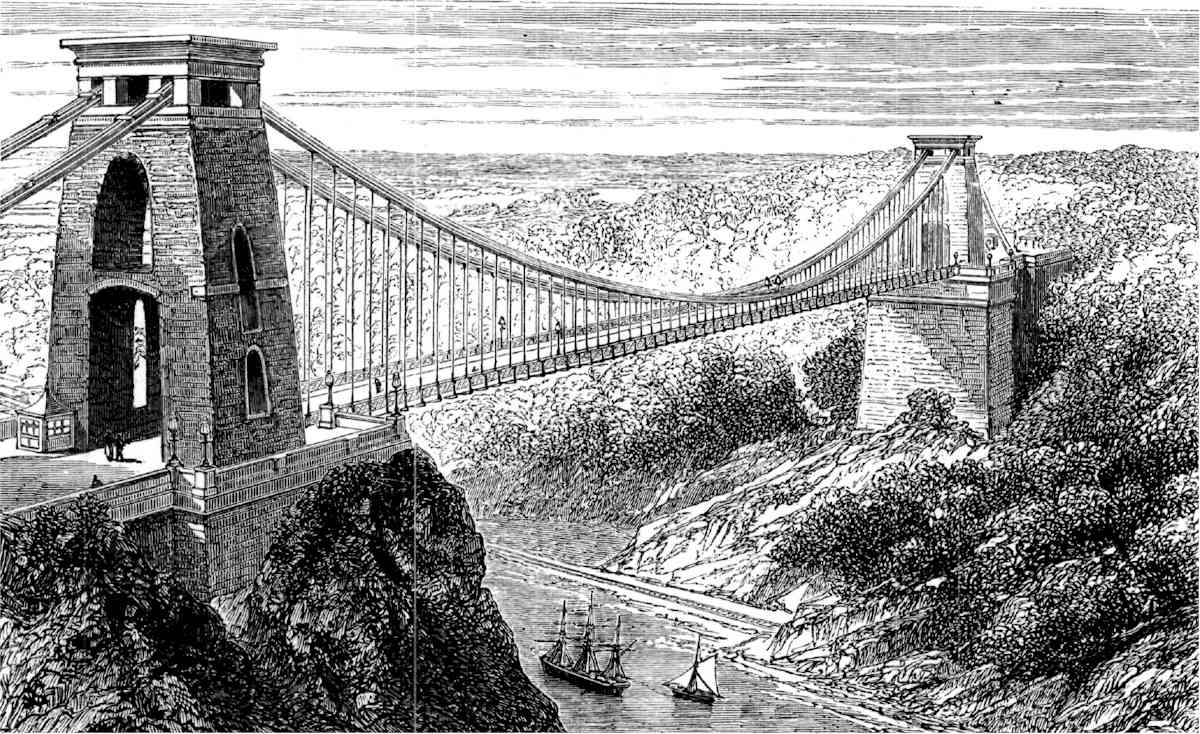
Grabado de 1878 con una vista del puente colgante de Clifton

Después de que la aprobación de la Ley para el Great Western Railway restableció la confianza financiera, el trabajo se reanudó en 1836, pero el monto de las inversiones recibidas con posterioridad resultó a todas luces insuficiente. A pesar de que los principales contratistas quebraron en 1837, se finalizó la construcción de las torres, aunque con piedra sin labrar. Para permitir el paso de los materiales de construcción a través de la garganta, se tendió una barra de hierro de 1000 pies (304,8 m) de longitud y 1,25 pulgadas (3,2 cm) de diámetro, que permitía deslizar un soporte suspendido utilizando un cabrestante. Se firmó un contrato con la Fundición de Dowlais para suministrar 600 toneladas de barras de hierro, que debían transportarse a los talleres de Copperhouse para forjar las cadenas de suspensión. En 1843 se agotaron los fondos y se necesitaban otras 30 000 libras esterlinas para continuar con la construcción del puente. Como la obra había excedido el límite de tiempo establecido en la Ley, todo el trabajo tuvo que detenerse de nuevo. Brunel sugirió construir un muelle de aguas profundas en Portbury, lo que convertiría al puente en un enlace vial esencial, pero los fondos necesarios para llevar adelante este otro plan tampoco llegaron. En 1851 se vendió el hierro previamente adquirido y se utilizó para construir el Puente Royal Albert diseñado por Brunel en el ferrocarril entre Plymouth y Saltash. Las torres permanecieron allí durante la década de 1850, y los intrépidos pasajeros podían cruzar el desfiladero en una canasta colgada de la barra de hierro.

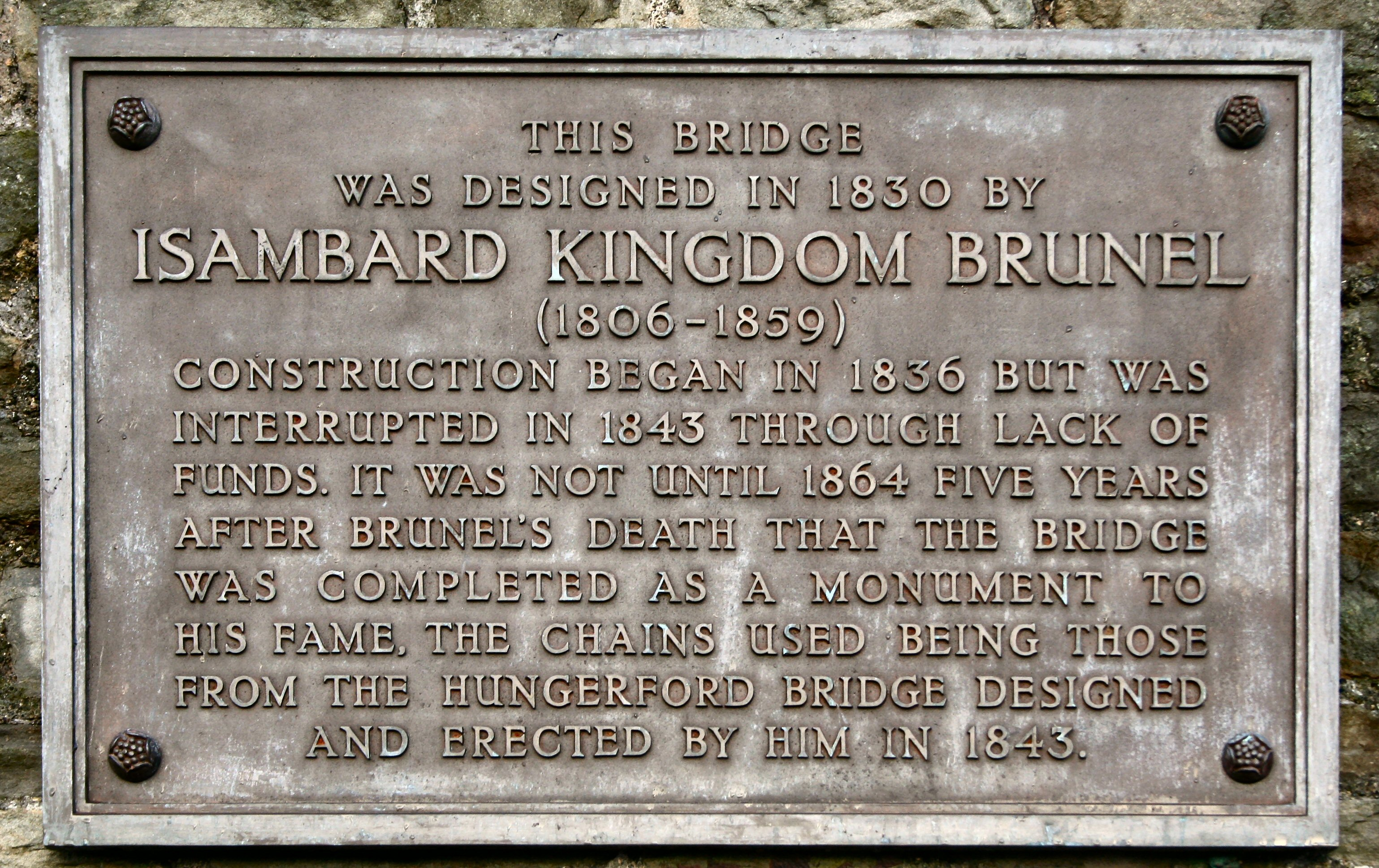
Placa conmemorativa en el puente

Brunel murió en 1859, sin ver la finalización del puente. Sus colegas de la Institución de Ingenieros Civiles sintieron que la finalización del Puente sería un homenaje adecuado, y comenzaron a recaudar nuevos fondos. En 1860, el puente colgante de Hungerford sobre el río Támesis en Londres (otra obra de Brunel) fue demolido para dar paso a un nuevo puente ferroviario a la Estación de Charing Cross, y sus cadenas fueron compradas para su uso en Clifton.
William Henry Barlow y Sir John Hawkshaw revisaron el diseño original de Brunel, introduciendo un tablero más ancho, más alto y más robusto, con cadenas triples en lugar de dobles.
Se ha argumentado que el alcance y las diferencias tecnológicas de estas revisiones eran tan grandes, que el crédito del diseño debería asignarse a Barlow y a Hawkshaw. Finalmente, se mantuvo la piedra sin labrar de las torres, en lugar de adoptarse un acabado al estilo egipcio. El trabajo en el puente se retomó en 1862. Inicialmente, se creó un puente temporal tendiendo sogas a través del desfiladero y haciendo una pasarela de cables de acero con tablones de madera unidos con cercos de hierro. Esta pasarela fue utilizada por los trabajadores para trasladar un marco ligero sobre ruedas en el que se transportaron uno a uno los eslabones de las cadenas que finalmente iban a sostener el puente. Las cadenas están ancladas en perforaciones de sección cónica de 25 m de largo, situadas a cada lado del puente y taponadas con ladrillos azules de Staffordshire para evitar la salida de las cadenas por la boca más estrecha. Después de completar las cadenas, desde los eslabones se colgaron las barras de suspensión vertical, en las que a su vez se colocaron las grandes vigas laterales del tablero. Las vigas laterales sirvieron para sujetar los travesaños del tablero, que está dispuesto 3 pies (0,9 m) más alto en el extremo de Clifton que en el de Leigh Woods, con el fin de dar la impresión de estar colocado horizontalmente. La resistencia de la estructura se probó distribuyendo 500 toneladas de piedra sobre el puente. Esta sobrecarga hizo que el tablero se desplazara verticalmente un máximo de 7 pulgadas (17,8 cm), aunque se trataba de un valor dentro de las tolerancias esperadas. Durante este tiempo, se abrió un túnel a través de las rocas en el lado de Leigh Woods debajo del puente para llevar el Ferrocarril del Puerto de Brístol hasta Avonmouth. El trabajo de construcción se completó en 1864, 111 años después de que se planeara por primera vez un puente sobre la garganta del río Avon.

### Operación

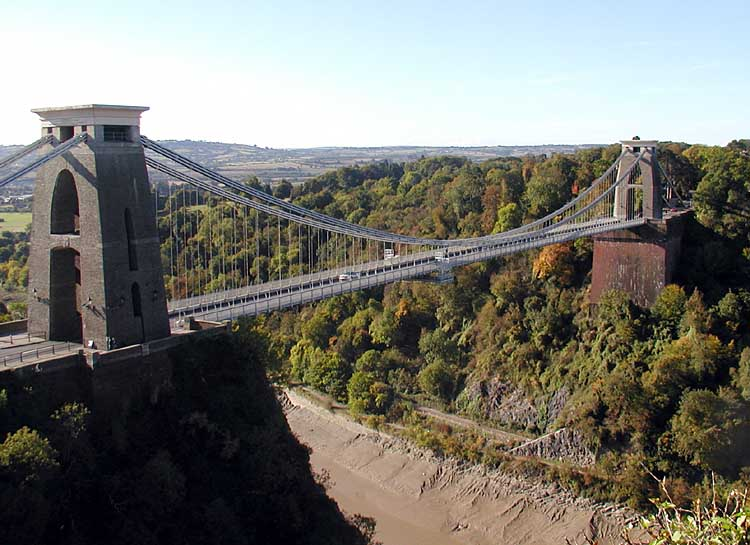
Vista del puente desde el observatorio de Clifton Down

El 8 de diciembre de 1864 se dispusieron bengalas de magnesio para iluminar el puente durante el desfile de la ceremonia inaugural, pero el viento las apagó. La costumbre de encender bengalas en el puente ha continuado en ocasiones más recientes, aunque posteriormente se colocaron con este propósito miles de bombillas eléctricas.
En 1860 se creó la Clifton Bridge Company para supervisar las etapas finales de finalización y gestionar el funcionamiento del puente. Se pagaron 50 libras anuales a los fideicomisarios que gradualmente compraron las acciones de la empresa. Los ingresos por peajes fueron mínimos inicialmente, ya que no había mucho tráfico, aunque la situación cambió después de 1920 con la progresiva popularización de los automóviles. En 1949, los fideicomisarios compraron todas las acciones y obligaciones en circulación. El puente está administrado por un fideicomiso benéfico, formado originalmente por la Sociedad de Mercaderes Promotores, de acuerdo con el testamento de William Vick abierto en 1753. El fideicomiso fue autorizado para administrar el puente y recaudar peajes por Leyes del Parlamento en 1952, 1980 y 1986. Se ha aplicado un peaje de 0,50 libras a los vehículos desde 2007, pero no se cobra el peaje de 0,05 libras que la ley permite para ciclistas y peatones. Los cobradores fueron reemplazados por máquinas automáticas en 1975. Los peajes se utilizan para pagar el mantenimiento del puente, incluido el fortalecimiento de los puntos de anclaje de las cadenas, que se realizó en 1925 y 1939, y la pintura y el mantenimiento regulares, que es llevado a cabo desde una góndola motorizada colgada debajo del tablero. En 2008, más de 4 millones de vehículos cruzaron el puente.
En febrero de 2012, los fideicomisarios del puente solicitaron al Departamento de Transporte del Reino Unido que aumentara el peaje a 1 libra, tarifa que entraría en vigor a partir del 24 de abril de 2014.
El 1 de abril de 1979, miembros del Club de Deportes Peligrosos de la Universidad de Oxford realizaron los primeros saltos de puenting modernos desde el puente. En 2003 y 2004, el peso de las multitudes que viajaban hacia y desde el Festival de Ashton Court y la Fiesta internacional de globos aerostáticos de Brístol llegó a representar una sobrecarga tan grande sobre el puente, que se decidió cerrarlo a todo el tráfico de automóviles y peatones durante los eventos. El cierre del puente para los principales eventos anuales se ha mantenido cada año desde entonces.

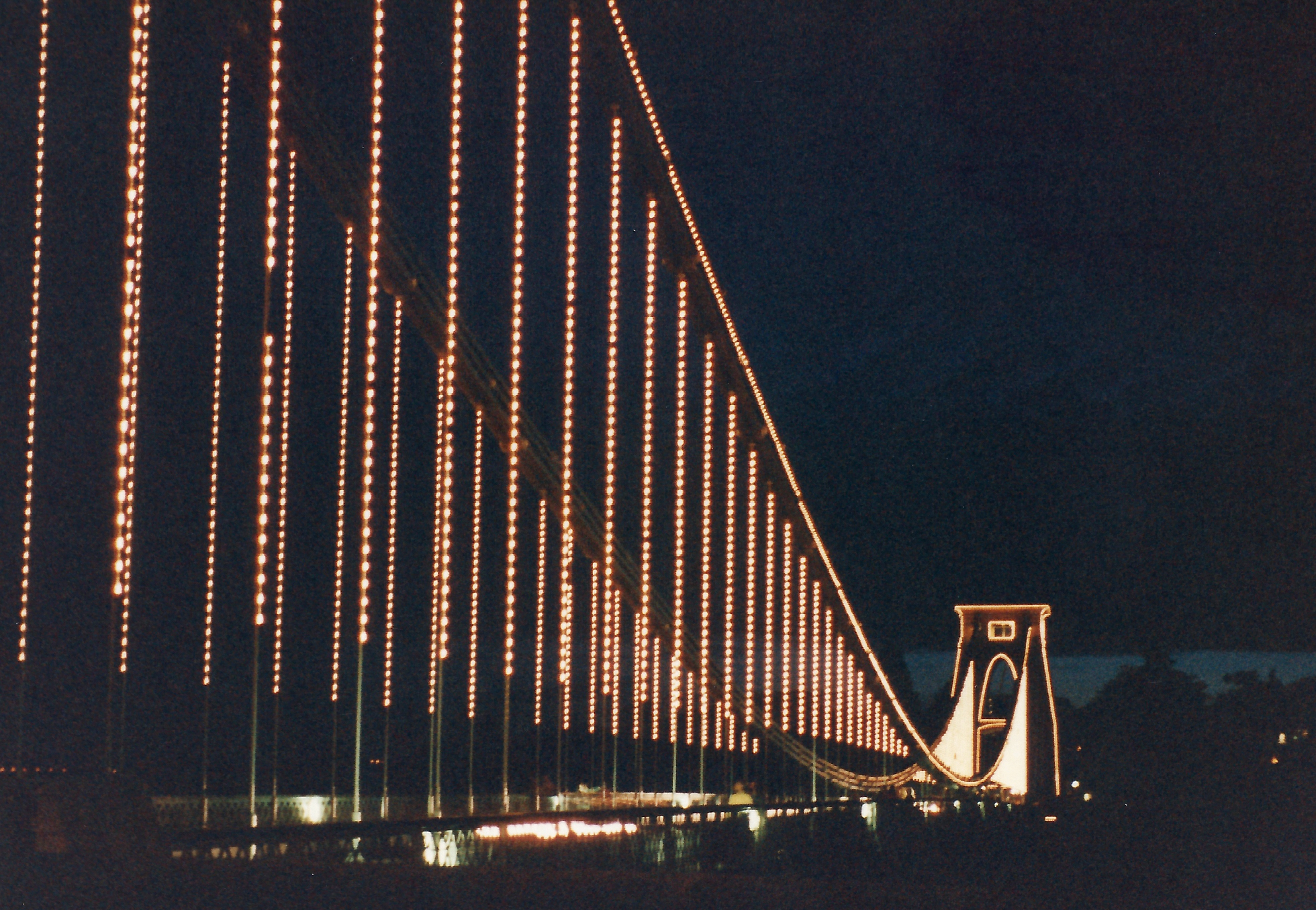
El puente iluminado (estas bombillas han sido reemplazadas desde entonces con luces led)

El 26 de noviembre de 2003, el último vuelo del avión de pasajeros supersónico Concorde (Concorde 216) sobrevoló el puente antes de aterrizar en el aeródromo de Filton. En abril de 2006, el puente fue la pieza central del fin de semana Brunel 200, celebrando el 200 aniversario del nacimiento de Isambard Kingdom Brunel. En el acto principal de la celebración se lanzaron fuegos artificiales desde el puente. Las celebraciones también vieron la activación de un conjunto de luces led para iluminar el puente.
El 4 de abril de 2009, el puente se cerró durante una noche para permitir la reparación de una grieta en uno de los soportes colgantes. El 23 de mayo de 2012, un relevo de la antorcha olímpica de los juegos de Londres de 2012 cruzó el puente, donde dos de los portadores de la antorcha se unieron en un "beso" para intercambiar la llama en medio del icónico monumento de Brunel. El puente transporta cuatro millones de vehículos al año, como parte de la carretera B3129. Es un monumento clasificado de Grado I.
En noviembre de 2011, se anunció que se construiría un nuevo centro de visitantes, con un costo de casi 2 millones de libras en el lado del puente de Leigh Woods, con el fin de reemplazar el edificio temporal existente. La finalización de las nuevas instalaciones estaba prevista antes del 150 aniversario de la inauguración, que se celebró el 8 de diciembre de 2014. En diciembre de 2012 se anunció que el puente había recibido 595 000 libras esterlinas de financiación del Heritage Lottery Fund para mejorar el centro de visitantes.

## Archivos
Las Colecciones Especiales de la Universidad de Brístol contienen numerososo documentos y registros relacionados con el puente. Los libros de cartas de los fideicomisarios del puente de Clifton fechados entre 1831 y 1862 se encuentran en los Archivos de Brístol (Ref. 12167/42-44) (=RefNo&key=12167 catálogo en línea (enlace roto disponible en Internet Archive; véase el historial, la primera versión y la última).).

## Ingeniería

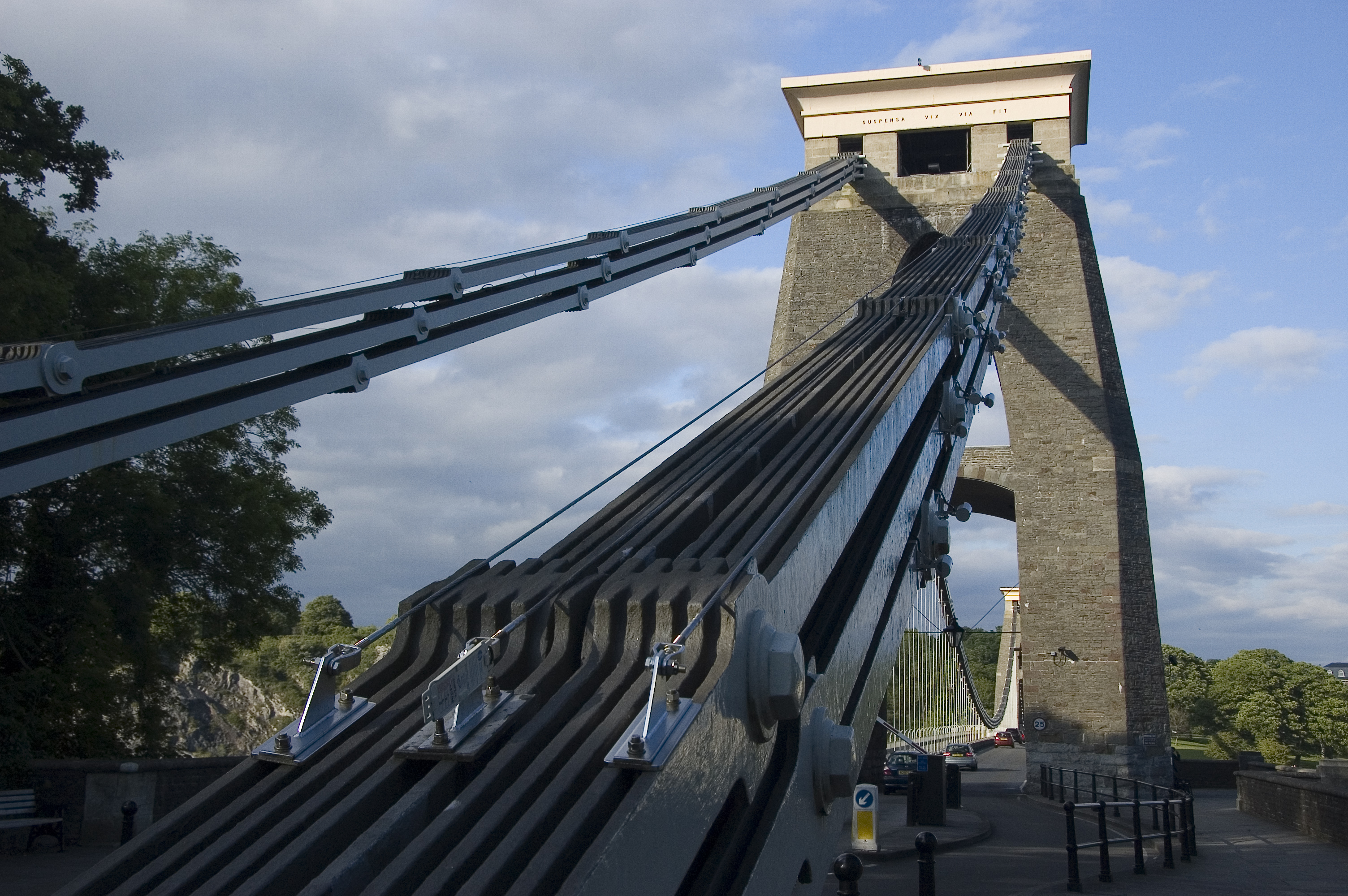
Una de las cadenas, procedentes del puente de Hungerford original sobre el río Támesis

Aunque de tamaño similar, las torres del puente no son idénticas en diseño. Así, la torre del lado de Clifton se asienta directamente sobre una plataforma excavada en la roca de la garganta, mientras que la torre del lado Leigh tiene los arcos más apuntados y aristas achaflanadas. El plan original de Brunel proponía que se remataran con esfinges siguiendo la moda clasicista del momento, pero estos adornos nunca se construyeron.

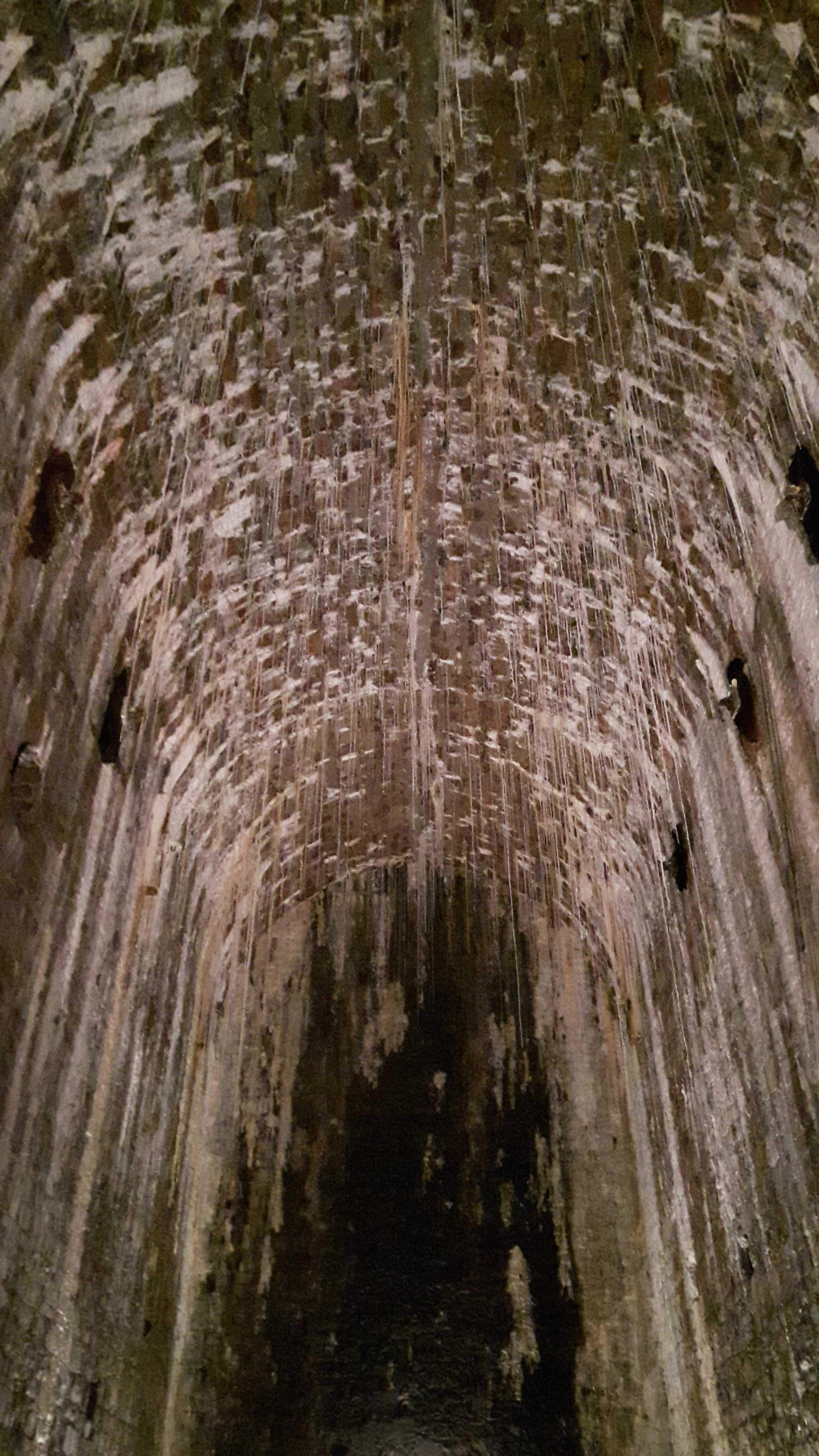
Vista hacia arriba de una de las bóvedas existentes en el interior del pilar debajo del lado del puente de Leigh Woods, donde se aprecian las estalactitas formadas con el paso del tiempo

La torre del lado de Leigh Woods mide 85 pies (25,9 m) de altura, y se alza sobre un pilar revestido de piedra arenisca roja de 110 pies (33,5 m). En 2002 se descubrió que no se trataba de una estructura sólida, sino que contiene en su interior 12 cámaras abovedadas de hasta 35 pies (10,7 m) de altura, comunicadas entre sí mediante pozos y galerías.
Las "sillas de montar" colocadas sobre rodillos en la parte superior de cada torre permiten el movimiento de las cadenas cuando circulan cargas por el puente. Aunque su recorrido total es minúsculo, su capacidad para absorber las fuerzas creadas por las desviaciones de la cadena evita daños tanto a la torre como a la cadena.
El puente tiene tres cadenas de hierro forjado independientes por lado, de las está suspendido el tablero del puente mediante ochenta y un barras verticales de hierro forjado, que miden desde 65 pies (19,8 m) en los extremos hasta 3 pies (0,9 m) en el centro.
Compuestas por numerosas filas paralelas de planchas de hierro forjado con orificios circulares conectados con pernos, las cadenas están ancladas en perforaciones en la roca hasta alcanzar 60 pies (18,3 m) por debajo del nivel del suelo a ambos lados del desfiladero. El tablero fue colocado originalmente con tablones de madera y posteriormente revestido con asfalto, que se renovó en 2009. El peso del puente, incluyendo cadenas, barras verticales, jácenas y tablero es de aproximadamente 1500 toneladas.

## Dimensiones
- Altura del tablero: 245 pies (74,7 m) por encima del nivel alto del agua[64]
- Desnivel de las cadenas: 70 pies (21,34 m)[65]
- Altura de las torres: 86 pies (26,2 m) sobre el tablero[64]
- Ancho total: 31 pies (9,45 m)[66]
- Longitud total: 1352 pies (412,1 m)[64]
- Vano principal: 702 pies 3 plg (214 m)[64]

## Incidentes
Durante la construcción del puente murieron dos trabajadores. En 1885, una mujer de 22 años llamada Sarah Ann Henley sobrevivió a un intento de suicidio desde el puente cuando sus ondulantes faldas actuaron como paracaídas y aterrizó en los espesos bancos de lodo del río Avon durante la marea baja; posteriormente vivió hasta los ochenta años de edad.
El puente colgante de Clifton es bien conocido como puente de suicidas, y está equipado con placas que anuncian el número de teléfono de los Samaritanos. Entre 1974 y 1993, han muerto 127 personas al lanzarse desde el puente.
En 1998 se instalaron barreras en el puente para evitar que la gente pueda saltar al vacío. En los cuatro años posteriores a la instalación, esto redujo la tasa de suicidios de ocho muertes por año a cuatro.
Nicolette Powell, la esposa del cantante británico de rhythm and blues Georgie Fame, anteriormente marquesa de Londonderry, saltó desde el puente y murió el 13 de agosto de 1993.
En 1957, un avión Vampire de la RAF con base en Filton pilotado por John Greenwood Crossley, voló por debajo del tablero del puente mientras realizaba una maniobra acrobática antes de estrellarse en Leigh Woods, muriendo el piloto en el acto. El accidente causó un deslizamiento de tierra que provocó el cierre temporal de la cercana línea ferroviaria de Brístol a Portishead. Un helicóptero del Servicio Aéreo de la Policía Nacional voló debajo del puente durante una operación de búsqueda en 1997.
El 12 de febrero de 2014, el puente se cerró al tráfico debido al viento por primera vez desde que se recuerda.

## Galería
|  |  |  |